# Henry Grew

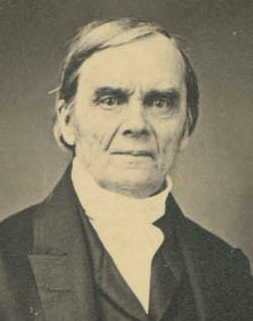
Henry Grew

Henry Grew (Birmingham, Engeland, 1781 – Philadelphia, Verenigde Staten, 8 augustus 1862) was een baptistenpredikant en schrijver. Zijn studie van de Bijbel leidde hem tot conclusies die op gespannen voet stonden met de meeste grote kerken van zijn tijd. Zo verwierp hij de Drie-eenheid, onsterfelijkheid van de ziel en de hel als plaats van eeuwige pijniging.

## Biografie
Henry Grew werd in Engeland geboren, maar toen hij 14 was, verhuisde hij met zijn ouders naar Boston in de Verenigde Staten. Op 23-jarige leeftijd werd hij deken voor de First Baptist Church in Providence. Nadat hij vier jaar "pastor" was geweest in die kerk, ging hij in 1811 dienen  in de First Baptist Church in Hartford. Deze positie werd beëindigd toen de gemeente besloot dat zijn zienswijzen ketters waren.
Gedurende de rest van zijn leven predikte hij tot een kleine groep mensen die zijn religieuze ideeën deelden. Na een ziekbed overleed hij op 8 augustus 1862 op 80-jarige leeftijd. Zijn geschriften werden gebundeld en beïnvloedden enkele religieuze leiders binnen de adventistische stroming, zoals George Storrs en later Charles Taze Russell.